# Weddel
Weddel è una località della Germania, frazione (Ortsteil) del comune di Cremlingen, nel land della Bassa Sassonia.

## Storia
Già comune autonomo nel circondario di Braunschweig, fu soppresso e incorporato a Cremlingen il 1º marzo 1974.